# Leżuchowo
Leżuchowo (dodatkowa nazwa w j. kaszub. Leżuchòwò) – część wsi Kalisz w Polsce, położona w województwie pomorskim, w powiecie kościerskim, w gminie Dziemiany, w kompleksie leśnym Borów Tucholskich na zachodnim skraju Wdzydzkiego Parku Krajobrazowego. Wchodzi w skład sołectwa Kalisz.
W latach 1975–1998 Leżuchowo położone było w województwie gdańskim.